# Dan Spring
Daniel „Dan“ Spring (irisch: Daniel Mac An Earraigh; * 22. Juli 1910 in Tralee, County Kerry; † 6. September 1988 ebenda) war ein irischer Gaelic-Football-Spieler, Gewerkschaftsfunktionär und Politiker der Irish Labour Party (Páirtí an Lucht Oibre), der zwischen 1943 und 1981 Mitglied des Dáil Éireann, des Unterhauses des Parlaments (Oireachtas) der Republik Irland, war. Darüber hinaus war er von 1956 bis 1957 Parlamentarischer Sekretär beim Minister für lokale Verwaltung in der zweiten Regierung Costello.

## Leben

### Gewerkschafter
Daniel „Dan“ Spring, fünftältester von fünf Söhnen und neun Töchtern des Metzgers Arthur Spring und dessen Ehefrau Catherine Commane Spring, nahm nach dem Besuch der Strand Street National School 1924 als Vierzehnjähriger eine berufliche Tätigkeit bei den Latchford-and-Kelliher-Mühlen in Tralee auf. 1934 trat er der Gewerkschaft Irish Transport and General Workers’ Union (ITGWU) bei und wurde bald Gewerkschaftsfunktionär in Tralee sowie Gewerkschaftsorganisator für die gesamte Provinz Munster. Vor allem durch seine Bemühungen verdreifachte sich die Mitgliederzahl der Zweigstelle der Gewerkschaft in Tralee, deren Sekretär er 1940 wurde, Anfang der 1940er Jahre auf 1500 Mitglieder. 

### Gaelic Football-Spieler
Neben seiner Gewerkschaftsarbeit war er ein bekannter Gaelic-Football-Spieler und gewann als Full Forward des Kerins O’Rahilly’s GAA 1933 und 1939 die Meisterschaft der Senioren im County Kerry. Daneben spielte er zwischen 1934 und 1940 für die Mannschaft des County Kerry und gewann mit dieser 1936, 1937, 1939 und 1940 vier Mal die Munster Senior Football Championship, die Meisterschaft der Provinz Munster. Als kluger Stürmer, der besonders geschickt in der Ballverteilung war, gewann er drei Titel bei den gesamtirischen Meisterschaften der Senioren (All-Ireland Senior Football Championship): 1937 als Ersatzspieler, im Finale von 1939 erzielte er gegen die Mannschaft des County Meath beide Tore für Kerry und wurde dann Kapitän der Mannschaft von 1940. 

### Kommunalpolitiker
Zu Beginn 1940 begann Spring sein politisches Engagement für die Irish Labour Party (Páirtí an Lucht Oibre) in der Kommunalpolitik. 1942 wurde er mit den meisten Stimmen zum Mitglied des Stadtrates von Tralee (Tralee Urban District Council) sowie außerdem zum Mitglied des Kerry County Council gewählt, des Rates der Grafschaft Kerry.

### Teachta Dála
Bei den Wahlen am 23. Juni 1943 bewarb er sich für die Irish Labour Party im Wahlkreis Kerry North erstmals für ein Mandat im Dáil Éireann, dem Unterhaus des Parlaments (Oireachtas) der Republik Irland, und wurde mit 5155 Stimmen (13,57 Prozent) zum Abgeordneten (Teachta Dála) gewählt. Er gehörte dem Dáil Éireann als Vertreter des Wahlkreises Kerry North nach seinen Wiederwahlen am 30. Mai 1944, 4. Februar 1948, 14. Mai 1951, 15. Dezember 1954, 5. März 1957, 4. Oktober 1961, 7. April 1965, 18. Juni 1969, 28. Februar 1973 sowie am 16. Juni 1977 bis zum 11. Juni 1981 an. Als erster Labour-Kandidat erhielt er ein Mandat für das County Kerry und konnte diesen manchmal nur mit dem geringsten Vorsprung, ungeachtet der schwankenden Geschicke der Partei auf nationaler Ebene, 38 Jahre lang verteidigen.
Während Gewerkschafter das Rückgrat seiner aktiven Unterstützung bildeten, basierte sein anhaltender Erfolg auf einer loyalen persönlichen Anhängerschaft, die Wählerstimmen aufgrund des Systems der sogenannten übertragbaren Einzelstimmgebung (single transferable vote) aus allen Richtungen anzog. Seine farbenprächtigen Kundgebungen am Wahlabend wurden von Ponyreitern aus den Bergen zusammengestellt, die brennende Grasnarben trugen. In seiner straff organisierten Wahlkreisarbeit führte er infrastrukturelle Verbesserungen und industrielle Entwicklung in Tralee und Umgebung durch. Er forderte 1944 die Regierung von Premierminister (Taoiseach) Éamon de Valera auf, das Todesurteil gegen den Stabschef der Irish Republican Army IRA (Irish Republican Army / Óglaigh na hÉireann) Charlie Kerins aufzuheben, der ebenfalls aus Tralee stammte und 1942 wegen Mordes an einem Detective Sergeant der Garda Síochána verurteilt worden war. Er war persönlich gegen die Todesstrafe und argumentierte, dass die jüngste Abwesenheit von IRA-Aktivitäten eine Begnadigung rechtfertigte. Spring war einer von drei Abgeordneten, die wegen ihrer Proteste am Vorabend der Hinrichtung (1. Dezember 1944) suspendiert wurden.
Er war 1944 loyal gegenüber der ITGWU, in der Kontroverse nach der Wiederzulassung von James Larkin. Er trat aus der Irish Labour Party aus und der abtrünnigen National Labour Party bei, für die er als unabhängiger Kandidat bei den Wahlen am 30. Mai 1944 und 4. Februar 1948 antrat. Pragmatisch und ideologisch undogmatisch vermittelte er bis zur Wiedervereinigung von Irish Labour Party und National Labour Party 1950 oft zwischen den beiden Labour-Flügeln.

### Parlamentarischer Sekretär

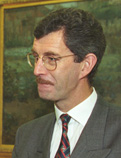
Einer der Söhne von Dan Spring ist der Politiker Dick Spring.

In der zweiten Regierung Costello wurde Dan Spring am 16. März 1956 nach dem Tode des am 1. März 1956 verstorbenen William Davin Parlamentarischer Sekretär beim Minister für lokale Verwaltung und bekleidete dieses Amt bis zum 20. März 1957. Er überstand die Bemühungen von Fianna Fáil, ihn zu verdrängen, indem man seinen Wahlkreis von vier auf drei Sitze reduzierte, wobei diese neue Wahlausrichtung zum Nachteil für die Fianna Fáils wurde. Auf die konservativen Empfindungen seines ländlichen Wahlkreises eingestellt, distanzierte er sich vor den Wahlen am 18. Juni 1969 vom Linksruck seiner Partei unter dem Vorsitzenden Brendan Corish, der seit Beginn seiner Amtszeit als Vorsitzender 1960 zunehmend sozialistischere Ansätze innerhalb der Partei einleitete. Spring führte daher eine sehr persönliche Wahlkampagne und trotz der Niederlage der Labour Party in der restlichen Provinz Munster seinen Sitz mit 4913 Stimmen (17,53 Prozent) als Drittplatzierter erneut verteidigen. Er beteiligte sich selten an Debatten im Dáil und scherzte, dass er zu viele Männer gesehen hatte, die sich in den Dáil hinein redeten und sich dann schnell wieder heraus redeten. Als Mitglied zahlreicher lokaler öffentlicher Körperschaften gehörte er dem Verwaltungsrat des University College Cork (UCC) zwischen 1967 und 1972 als Mitglied an und war 1968 Präsident der Municipal Authorities of Ireland, der Vertretung der irischen Kommunalverwaltungen. Darüber hinaus fungierte er von 1968 bis 1969 als Vorsitzender des Kerry County Council, dem er noch bis 1979 angehörte. Er starb am 6. September 1988 in seinem Haus in der Strand Rd, Tralee.

### Familie
Aus seiner 1944 mit der Psychiatriekrankenschwester Anne Laide geschlossenen Ehe gingen drei Söhne und drei Töchter hervor. Sein Sohn Dónal Spring gewann acht Rugby-Länderspiele für Irland und spielte in der Mannschaft von Munster, die 1978 die Neuseeländische Rugby-Union-Nationalmannschaft, die New Zealand All Blacks besiegte. Sein Sohn Richard „Dick“ Spring spielte Gaelic Football und Hurling für Kerry und gewann drei Rugby-Länderspiele. Nach dem Rückzug seines Vaters aus der Politik war er als dessen Nachfolger zwischen 1981 und 1982 Teachta Dála für den Wahlkreis Kerry North und von 1982 und 1997 Vorsitzender der Irish Labour Party. Daneben bekleidete er mehrere Ministerämter sowie zwei Mal (1982 bis 1987 sowie 1993 bis 1997) das Amt des stellvertretenden Premierministers (Tánaiste).